# Allah Selamatkan Sultan Kami
Allah Selamatkan Sultan Kami (tiếng Việt: Allah phù hộ Sultan của chúng ta) là bang ca của Pahang, Malaysia, được chấp nhận vào năm 1925. Nhạc bài này dựa theo bài Perang Pahang (Chiến trang Pahang), và được sắp xếp lại bởi Dorothy Lilian Sworder vào tháng 12 năm 1924.